# Generation Terrorists
Generation Terrorists is het debuutalbum van de Welshe alternatieve rockband Manic Street Preachers uit 1992.

## Overzicht
Het album is in 23 weken tijd opgenomen in de Blackbarn Studios bij Guildford, Engeland. Om een controverse in de Verenigde Staten te ontwijken, schrapten ze enkele moeilijke nummers van de lijst; The Clash had dit probleem ook met hun debuutalbum.
Alle teksten zijn geschreven door Nicky Wire en Richey James Edwards, de muziek door James Dean Bradfield en Sean Moore (uitgezonderd Damn Dog wat een cover versie is van een nummer van de Sleez Sisters). Op muzikaal gebied komt het album uit dezelfde era als Appetite for Destruction van Guns N' Roses.
De hoes toont Edwards' linkerarm en borst. Op zijn arm heeft hij een tatoeage van een roos met de woorden "Useless Generation" (Nutteloze Generatie). Dit werd veranderd in "Generation Terrorists" (Generatie Terroristen).

## Nummers

### Verenigd Koninkrijk
1. "Slash 'n' Burn" - 3:59
2. "Nat West - Barclays - Midlands - Lloyds" - 4:32
3. "Born To End" - 3:55
4. "Motorcycle Emptiness" - 6:08
5. "You Love Us" - 4:18
6. "Love's Sweet Exile" - 3:29
7. "Little Baby Nothing" - 4:59
8. "Repeat (Stars and Stripes)" - 4:09
9. "Tennessee" - 3:06
10. "Another Invented Disease" - 3:24
11. "Stay Beautiful" - 3:10
12. "So Dead" - 4:28
13. "Repeat (UK)" - 3:09
14. "Spectators Of Suicide" - 4:40
15. "Damn Dog" - 1:52
16. "Crucifix Kiss" - 3:39
17. "Methadone Pretty" - 3:57
18. "Condemned To Rock 'N' Roll" - 6:06

### Verenigde Staten
1. "Slash 'n' Burn"
2. "Natwest - Barclays - Midlands - Lloyds"
3. "Love's Sweet Exile"
4. "Little Baby Nothing"
5. "Another Invented Disease"
6. "Stay Beautiful"
7. "Repeat (UK)"
8. "You Love Us"
9. "Democracy Coma"
10. "Crucifix Kiss"
11. "Motorcycle Emptiness"
12. "Tennessee"
13. "Repeat (Stars and Stripes)"
14. "Condemned To Rock 'N' Roll"

## Bezetting
- James Dean Bradfield - vocaal, gitaar
- Sean Moore - drums, percussie, achtergrondzang
- Richey James - gitaar
- Nicky Wire - bas

### Extra bezetting
- Dave Eringa - piano, orgel (nummers 2, 5, 14, 16)
- Traci Lords - vocaal (nummer 7)
- Richard Cottle - keyboards (nummer 4)
- Spike Edney - keyboards (nummer 7)
- May McKenna, Jackie Challenor, Lorenza Johnson - achtergrondzang (nummer 10)